# Incydent na Morzu Żółtym
Incydent na Morzu Żółtym (nazywany także bitwą o Daecheong) – starcie zbrojne, do którego doszło 10 listopada 2009 roku na Morzu Żółtym niedaleko wyspy Daecheong pomiędzy siłami morskimi Korei Północnej i Korei Południowej.

## Przebieg wydarzeń
Incydent rozpoczął się o 11:27, gdy północnokoreańska łódz patrolowa marynarki wojennej przekroczyła Northern Limit Line, której nie uznaje Korea Północna, po czym nastąpiły dwa ustne ostrzeżenia ze strony załóg południowokoreańskich jednostek morskich. Po kolejnym ostrzeżeniu z jednej z południowokoreańskich łodzi oddano strzał ostrzegawczy. W odpowiedzi północnokoreański okręt zaczął strzelać do jednostki południowokoreańskiej. Spowodowało to krótką wymianę ognia. Z północnokoreańskiej łodzi oddano około 50 strzałów, a południowokoreański okręt odpowiedział wystrzeleniem ok. 200 pocisków.

## Reakcje
Prezydent Korei Południowej Lee Myung-bak zwołał nadzwyczajne posiedzenie rady bezpieczeństwa, na którym wezwał siły zbrojne do stanowczej reakcji, która jednak nie przyczyni się do pogorszenia sytuacji. Południowokoreański generał Lee Ki-Shik powiedział, że incydent był godną ubolewania prowokacją ze strony Pjongjangu, przeciwko której musimy stanowczo zaprotestować. Rzecznik Białego Domu Robert Gibbs poinformował, iż USA mają nadzieję, że Korea Północna powstrzyma się od dalszych działań na Morzu Żółtym, które mogłyby przyczynić się do eskalacji konfliktu.
Koreańska Centralna Agencja Prasowa, oficjalna agencja prasowa Korei Północnej, oskarżyła południowokoreańską marynarkę wojenną o sprowokowanie konfrontacji na granicy morskiej między obiema Koreami i zażądała przeprosin.